# Jean-Clotaire Tsoumou-Madza
Jean-Clotaire Tsoumou-Madza (1975. január 31. –) volt kongói labdarúgóhátvéd. Mindössze egyetlen szezont töltött a Bundesligában, az Eintracht Frankfurt csapatánál. Egy alkalommal szerepelt a kongói válogatottban.